# Black Sun Empire
I Black Sun Empire (Impero del sole nero in inglese) sono un gruppo di disc jockey e produttori Drum and bass olandesi originari di Utrecht, formato da Rene Verdult e dai fratelli Milan e Micha Heyboer.
I Black Sun Empire, spesso abbreviati in BSE hanno cominciato a produrre Drum and bass nel 1995, orientandosi maggiormente verso Neurofunk e Darkstep, avendo già sperimentato altri generi come Techno e Breakbeat.
Dopo alcune tracce prodotte con labels minori, hanno cominciato a produrre per la DSCI4 e attualmente hanno due etichette proprie: la Black Sun Empire Records e la oBSEssion.
Nel 2013, in seguito al successo delle numerose serate targate Blackout, fondano in Nuova Zelanda l'etichetta Blackout.
La loro produzione è caratterizzata da atmosfere cupe e fantascientifiche, testimonianza ne sono ad esempio i numerosi titoli che citano film o opere letterarie di questo genere, come la traccia dedicata ad Arrakis, pianeta presente nel Ciclo di Dune.
Vi sono anche inserimenti di dialoghi ripresi da film Sci fi, come quello presente in Dark Girl, estratto da Capricorn One.

## Formazione
- Rene Verdult
- Milan Heyboer
- Micha Heyboer

## Discografia

### Album studio
- 2004 – Driving Insane
- 2005 – Cruel & Unusual
- 2007 – Endangered Species
- 2010 – Lights & Wires
- 2012 – From The Shadows
- 2013 – Variations On Black
- 2017 – The Wrong Room

### Registrazioni in vinile, Demo, Promo e remix
- 2000 - Skin Deep / Voltage (12")
- 2001 - The Silent/Bombrun (12")
- 2001 - Mutationz EP (EP)
- 2001 - 23 degress from vertical (LP)
- 2002 - Telekinetic remix (12")
- 2002 - Smoke EP(EP)
- 2002 - Recharger remix (12")
- 2002 - Vessel/Fragment (12")
- 2002 - The Rat/B'Negative (12")
- 2003 - The Sun/Epilogue (12")
- 2003 - Epilogue VIP/The Pursuit (12")
- 2003 - Stone Faces/Ai (12")
- 2003 - Unicorn MF remix/Skin Deep remix (12")
- 2003 - Gunseller (12")
- 2003 - Scorned/Ai VIP (12")
- 2004 - The Sun VIP/Boris the Blade (12")
- 2004 - Driving Insane (LP)
- 2004 - Driving Insane + mix (CD)
- 2004 - Release Me (12")
- 2004 - Insiders/Hydroflash (12")
- 2004 - Sahara/Cryogenic (bse remix) (12")
- 2004 - B'Negative remix/Soulshaker remix (12")
- 2005 - Centerpod/Stranded (12")